# 1736
Năm 1736 (số La Mã: MDCCXXXVI) là một năm nhuận bắt đầu vào Chủ Nhật trong lịch Gregory (hoặc một năm nhuận bắt đầu từ ngày thứ năm của lịch Julius chậm hơn 11 ngày).

## Sinh
- 19 tháng 1: James Watt, nhà phát minh người Scotland (mất 1819)